# 國防大臣 (英國)
國王陛下首席國防大臣（英語：His Majesty's Principal Secretary of State for Defence）；簡稱國防大臣（英語：Secretary of State for Defence、Defence Secretary），是英國政府中的內閣層级，並擔任英國國防部的首長。現任大臣為英國內閣成員，內閣官員排名第六。
該職位於1964年4月1日設立，以合併及取代國防部長（Minister of Defence，1940-1964）與三軍大臣，包括第一海軍大臣、陸軍大臣和空軍大臣，各個獨立的英軍機構也因職權轉移至國防部而跟著撤銷，1997年，麥可·波蒂略於任內發生了波蒂略時刻，2019年，佩妮·摩丹特成為英國首任女性國防大臣。
國防大臣由國防部的部長級官員協助，影子內閣的對應成員為影子國防大臣。
現任國防大臣為國會議員約翰·希利，由首相施紀賢於2024年7月建議而任命。

## 職責
可與其他國家的國防部長相對應，包括：
- 決定軍隊戰略及國防運作，由於國防大臣同時也是國家安全會議的成員及國防委員會的主席，君主以此賦予國防大臣指揮武裝部隊的權力。
- 監督國防情報組（英语：Defence Intelligence）。
- 聯繫包含北約在內的國際夥伴。
- 國防政策(英國三叉戟核武計畫（英语：Trident (UK nuclear programme)）)的規劃及財務配發。
- 國防溝通。[6]

## 歷史

### 國防協調部長(1936-1940)
國防協調部長(英語：Minister for Co-ordination of Defence)屬於英國內閣層級，設立於1936年，負責監督及協調英國國防軍備重整。由首相斯坦利·鮑德溫設立，以回應有關英軍無足夠力量以對付納粹德國的批評，二戰爆發後，新首相內維爾·張伯倫組成了一個小型的戰爭內閣，一開始國防協調部長被預期是作為陸海空三軍各大臣(第一海軍大臣、陸軍大臣、空軍大臣 (英國))的發言人。然而政府考慮到其實這些大臣已被納入戰時內閣，因此協調部長的角色變得有些多餘，於是在1940年4月該職位被正式取消，其工作則被移轉給其他官員。

### 國防部長（1940-1964)
國防部長於1940年設立，負責協調三軍及國防安全，1964年廢除。該職位屬於內閣層級並高於三軍大臣，然而三軍大臣仍屬於內閣成員。1940年5月，在溫斯頓·邱吉爾接替首相後，為了回應先前沒有單一部長負責參與戰爭的批評，邱吉爾為他自己創建了「國防部長」的職位，1946年該職位成為了軍隊中唯一屬於內閣層級的職位，而其他三位軍隊大臣：第一海軍大臣、陸軍大臣、空军大臣，則正式成為國防部長的從屬官員。

### 國防大臣（1964-現在）
該職位於1964年4月1日設立，以合併及取代國防部長（Minister of Defence，1940-1964）與三軍大臣，包括第一海軍大臣、陸軍大臣和空軍大臣 (英國)，海軍部、陸軍部和英國空軍部也因職權轉移至擴大後的國防部而跟著撤銷。
| '英國武裝部隊的主要內閣官員：' |                                                      |                                                                          |                                                     |                                                                |
|                                | 英國皇家海軍                                         | 英國陸軍                                                                 | 英國皇家空軍                                        | 協調三軍                                                       |
| 1628                           | 第一海軍大臣 (1628–1964) First Lord of the Admiralty |                                                                          |                                                     |                                                                |
| 1794                           | 第一海軍大臣 (1628–1964) First Lord of the Admiralty | 陸軍大臣 (1794–1801) Secretary of State for War                          |                                                     |                                                                |
| 1801                           | 第一海軍大臣 (1628–1964) First Lord of the Admiralty | 陸軍及殖民地大臣 (1801–1854) Secretary of State for War and the Colonies |                                                     |                                                                |
| 1854                           | 第一海軍大臣 (1628–1964) First Lord of the Admiralty | 陸軍大臣 (1854–1964) Secretary of State for War                          |                                                     |                                                                |
| 1919                           | 第一海軍大臣 (1628–1964) First Lord of the Admiralty | 陸軍大臣 (1854–1964) Secretary of State for War                          | 空軍大臣 (1919–1964) Secretary of State for Air     |                                                                |
| 1936                           | 第一海軍大臣 (1628–1964) First Lord of the Admiralty | 陸軍大臣 (1854–1964) Secretary of State for War                          | 空軍大臣 (1919–1964) Secretary of State for Air     | 國防協調部長 (1936–1940) Minister for Co-ordination of Defence |
| 1940                           | 第一海軍大臣 (1628–1964) First Lord of the Admiralty | 陸軍大臣 (1854–1964) Secretary of State for War                          | 空軍大臣 (1919–1964) Secretary of State for Air     | 國防部長 (1940–1964) Minister of Defence                       |
| 1964                           | 國防大臣 (1964–現在) Secretary of State for Defence  | 國防大臣 (1964–現在) Secretary of State for Defence                      | 國防大臣 (1964–現在) Secretary of State for Defence | 國防大臣 (1964–現在) Secretary of State for Defence            |

## 國防大臣（1964年至今）
政黨顏色: 

  保守黨
  工黨
| 肖像             | 肖像 | 姓名 (生卒年)                                                   | 在任時間       | 在任時間                | 任期長度                     | 政黨   | 所屬內閣                                   |
| ---------------- | ---- | --------------------------------------------------------------- | -------------- | ----------------------- | ---------------------------- | ------ | ------------------------------------------ |
|                  |      | 非常尊敬的 彼得·霍尼戈夫 蒙茅斯選區國會議員 (1909–1994)         | 1964年4月1日   | 1964年10月16日          | 6个月15天 (先前擔任國防部長) | 保守黨 | 道格拉斯-休姆內閣                          |
|                  |      | 非常尊敬的 丹尼士·希利 MBE 東利茲選區國會議員 (1917–2015)       | 1964年10月16日 | 1970年6月19日           | 5年8个月又3天                | 工黨   | 第一及第二次威爾遜內閣                     |
|                  |      | 非常尊敬的 第六代卡靈頓男爵 KCMG MC PC DL (1919–2018)           | 1970年6月20日  | 1974年1月8日            | 3年6个月又19天               | 保守黨 | 希思內閣                                   |
|                  |      | 非常尊敬的 伊恩·吉爾摩 中諾福克選區國會議員 (1926–2007)         | 1974年1月8日   | 1974年3月4日            | 1个月24天                    | 保守黨 | 希思內閣                                   |
|                  |      | 非常尊敬的 羅伊·梅森 班士利選區國會議員 (1924–2015)             | 1974年3月5日   | 1976年9月9日            | 2年6个月又4天                | 工黨   | 第三及第四次威爾遜內閣                     |
|                  |      | 非常尊敬的 弗雷德·穆利 雪菲爾公園選區國會議員 (1918–1995)       | 1976年9月10日  | 1979年5月4日            | 2年7个月又24天               | 工黨   | 卡拉漢內閣                                 |
|                  |      | 非常尊敬的 弗朗西斯·皮姆 MC 劍橋郡選區國會議員 (1922–2008)      | 1979年5月5日   | 1981年1月4日            | 1年7个月又30天               | 保守黨 | 第一次柴契爾內閣                           |
|                  |      | 非常尊敬的 約翰·諾特 聖艾夫斯選區國會議員 (1932-)               | 1981年1月5日   | 1983年1月5日            | 2年                          | 保守黨 | 第一次柴契爾內閣                           |
|                  |      | 非常尊敬的 夏舜霆 亨利選區國會議員 (1933-)                      | 1983年1月6日   | 1986年1月8日            | 3年2天                       | 保守黨 | 第二次柴契爾內閣                           |
|                  |      | 非常尊敬的 喬治·揚格 TD 艾爾選區國會議員 (1931–2003)            | 1986年1月9日   | 1989年7月23日           | 3年6个月又14天               | 保守黨 | 第二次柴契爾內閣                           |
| 第三次柴契爾內閣 |      | 非常尊敬的 喬治·揚格 TD 艾爾選區國會議員 (1931–2003)            | 1986年1月9日   | 1989年7月23日           | 3年6个月又14天               | 保守黨 |                                            |
|                  |      | 非常尊敬的 湯姆·金 布里奇沃特選區國會議員 (1933-)               | 1989年7月28日  | 1992年4月9日            | 2年8个月又12天               | 保守黨 |                                            |
| 第一次梅傑內閣   |      | 非常尊敬的 湯姆·金 布里奇沃特選區國會議員 (1933-)               | 1989年7月28日  | 1992年4月9日            | 2年8个月又12天               | 保守黨 |                                            |
|                  |      | 非常尊敬的 馬爾康·芮夫金 QC 愛丁堡彭特蘭選區國會議員 (1946-)    | 1992年4月10日  | 1995年7月4日            | 3年2个月又24天               | 保守黨 | 第二次梅傑內閣                             |
|                  |      | 非常尊敬的 麥可·波蒂略 恩菲爾德南門選區國會議員 (1953-)         | 1995年7月5日   | 1997年5月2日 波蒂略時刻 | 1年9个月又27天               | 保守黨 | 第二次梅傑內閣                             |
|                  |      | 非常尊敬的 喬治·羅伯遜 南哈密爾頓選區國會議員 (1946-)           | 1997年5月3日   | 1999年10月11日          | 2年5个月又8天                | 工黨   | 第一次布萊爾內閣                           |
|                  |      | 非常尊敬的 杰弗里·胡恩 阿什菲爾德選區國會議員 (1953-)           | 1999年10月11日 | 2005年5月6日            | 5年6个月又25天               | 工黨   | 第一次布萊爾內閣                           |
| 第二次布萊爾內閣 |      | 非常尊敬的 杰弗里·胡恩 阿什菲爾德選區國會議員 (1953-)           | 1999年10月11日 | 2005年5月6日            | 5年6个月又25天               | 工黨   |                                            |
|                  |      | 非常尊敬的 約翰·里德 艾迪爾與蕭特選區國會議員 (1947-)           | 2005年5月6日   | 2006年5月5日            | 11个月29天                   | 工黨   | 第三次布萊爾內閣                           |
|                  |      | 非常尊敬的 彭德男爵 基爾馬諾克和勞登選區國會議員 (1952-)        | 2006年5月5日   | 2008年10月3日           | 2年4个月又28天               | 工黨   | 第三次布萊爾內閣                           |
| 布朗內閣         |      | 非常尊敬的 彭德男爵 基爾馬諾克和勞登選區國會議員 (1952-)        | 2006年5月5日   | 2008年10月3日           | 2年4个月又28天               | 工黨   |                                            |
|                  |      | 非常尊敬的 約翰·赫頓 巴羅和弗內斯選區國會議員 (1955-)           | 2008年10月3日  | 2009年6月5日            | 8个月2天                     | 工黨   |                                            |
|                  |      | 非常尊敬的 鮑伯·安斯沃思 東北考文垂選區國會議員 (1952-)         | 2009年6月5日   | 2010年5月11日           | 11个月6天                    | 工黨   |                                            |
|                  |      | 非常尊敬的 霍理林 北薩默塞特選區國會議員 (1961-)                | 2010年5月12日  | 2011年10月14日          | 1年5个月又3天                | 保守黨 | 卡麥隆與克萊格聯合內閣 (保守黨–自由民主黨) |
|                  |      | 非常尊敬的 菲利普·韓蒙德 蘭尼米德和韋布里奇選區國會議員 (1955-) | 2011年10月14日 | 2014年7月15日           | 2年9个月又1天                | 保守黨 | 卡麥隆與克萊格聯合內閣 (保守黨–自由民主黨) |
|                  |      | 非常尊敬的 房應麟爵士 KCB 塞文歐克斯選區國會議員 (1952-)        | 2014年7月15日  | 2017年11月1日           | 3年3个月又17天               | 保守黨 | 卡麥隆與克萊格聯合內閣 (保守黨–自由民主黨) |
| 第二次卡麥隆內閣 |      | 非常尊敬的 房應麟爵士 KCB 塞文歐克斯選區國會議員 (1952-)        | 2014年7月15日  | 2017年11月1日           | 3年3个月又17天               | 保守黨 |                                            |
| 第一次梅伊內閣   |      | 非常尊敬的 房應麟爵士 KCB 塞文歐克斯選區國會議員 (1952-)        | 2014年7月15日  | 2017年11月1日           | 3年3个月又17天               | 保守黨 |                                            |
| 第二次梅伊內閣   |      | 非常尊敬的 房應麟爵士 KCB 塞文歐克斯選區國會議員 (1952-)        | 2014年7月15日  | 2017年11月1日           | 3年3个月又17天               | 保守黨 |                                            |
|                  |      | 非常尊敬的 蓋文·威廉姆森 CBE 南斯塔福德郡選區國會議員 (1976-)   | 2017年11月2日  | 2019年5月1日            | 1年5个月又29天               | 保守黨 |                                            |
|                  |      | 非常尊敬的 佩妮·摩丹特 北樸茨茅斯選區國會議員 (1973-)           | 2019年5月1日   | 2019年7月24日           | 2个月23天                    | 保守黨 |                                            |
|                  |      | 非常尊敬的 本·華萊士 懷爾和北普雷斯頓選區國會議員 (1970-)       | 2019年7月24日  | 2023年8月31日           | 4年1个月又7天                | 保守黨 | 第一次強森內閣                             |
| 第二次強森內閣   |      | 非常尊敬的 本·華萊士 懷爾和北普雷斯頓選區國會議員 (1970-)       | 2019年7月24日  | 2023年8月31日           | 4年1个月又7天                | 保守黨 |                                            |
| 卓慧思內閣       |      | 非常尊敬的 本·華萊士 懷爾和北普雷斯頓選區國會議員 (1970-)       | 2019年7月24日  | 2023年8月31日           | 4年1个月又7天                | 保守黨 |                                            |
| 辛偉誠內閣       |      | 非常尊敬的 本·華萊士 懷爾和北普雷斯頓選區國會議員 (1970-)       | 2019年7月24日  | 2023年8月31日           | 4年1个月又7天                | 保守黨 |                                            |
|                  |      | 非常尊敬的 夏博思 韋林哈特菲爾德選區國會議員 (1968-)            | 2023年8月31日  | 2024年7月5日            | 10个月5天                    | 保守黨 |                                            |
|                  |      | 非常尊敬的 約翰·希利 拉馬什和康尼斯伯勒選區國會議員 (1960-)     | 2024年7月5日   | 現任                    | 1年8天                       | 工黨   | 施紀賢內閣                                 |

## 外部連結
- www.gov.uk/mod （页面存档备份，存于）